# Ernst Isay
Ernst Isay (geboren 4. August 1880 in Trier; gestorben 17. Juli 1943 in São Paulo) war ein deutscher Jurist.

## Leben

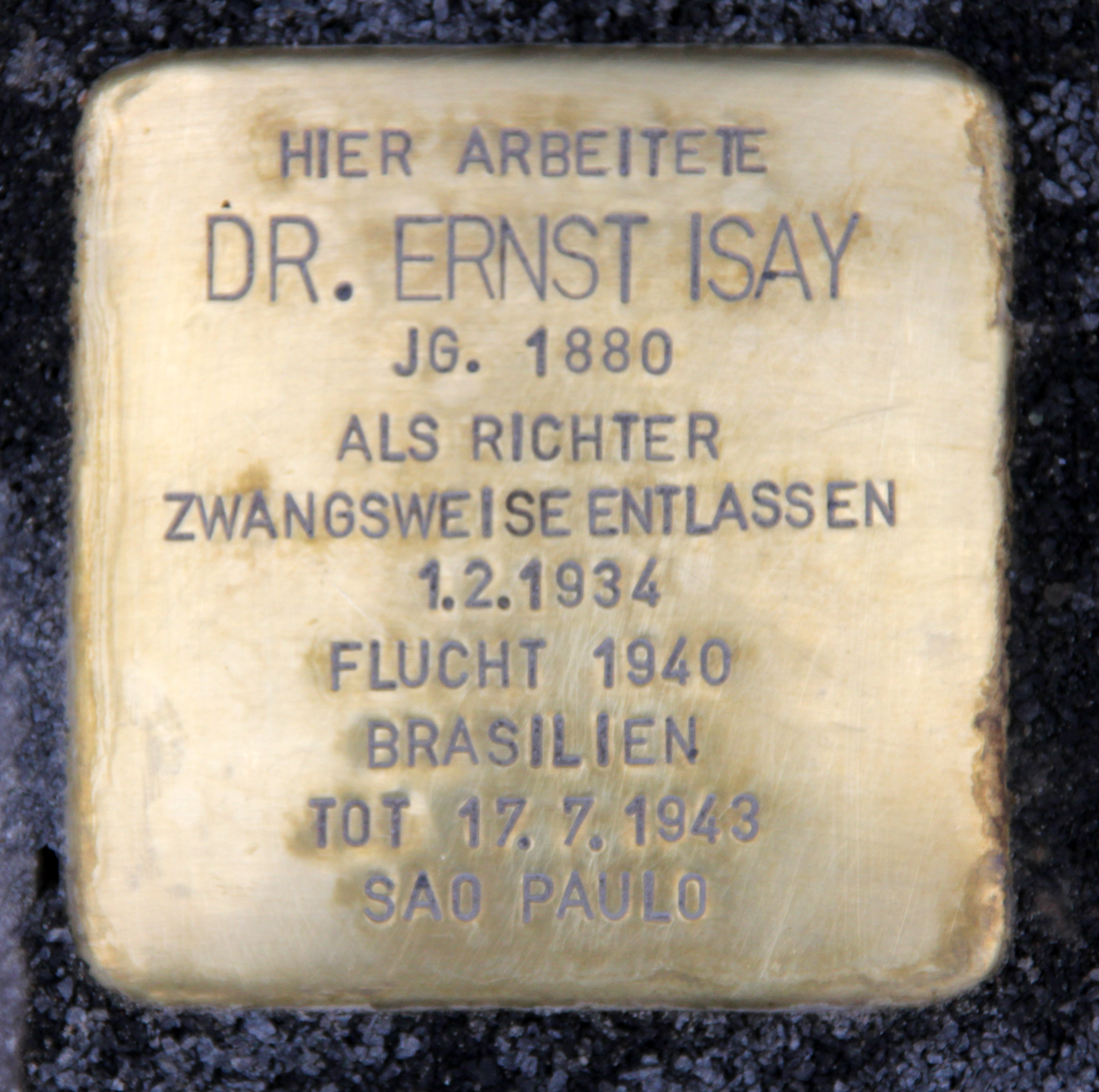
Stolperstein am Haus, Hardenbergstraße 31, in Berlin-Charlottenburg

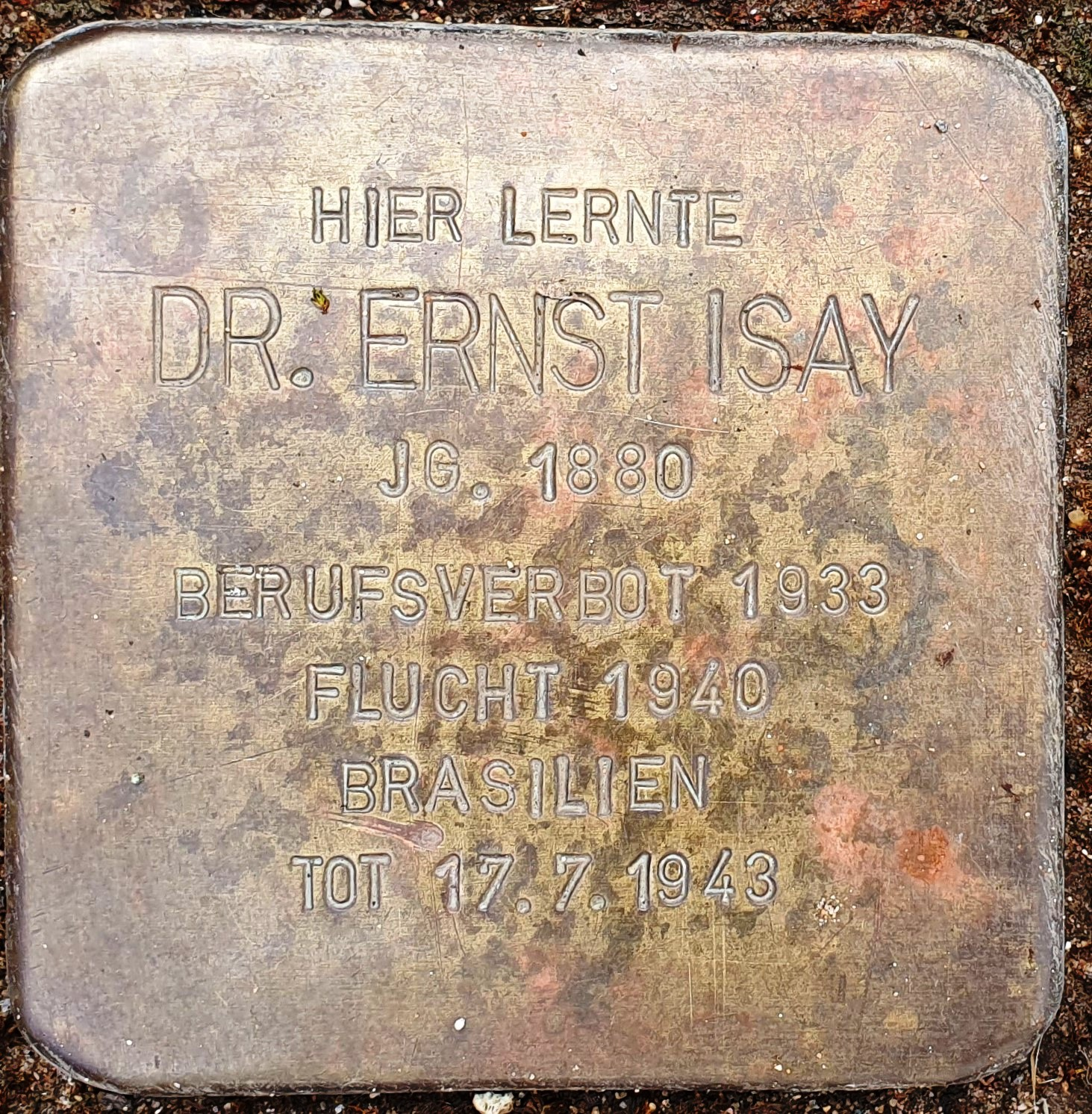
Stolperstein in Trier

Ernst Isay war der Sohn des aus Schweich stammenden jüdischen Schriftstellers Moses Isay (gestorben 1911 in Köln-Lindenthal) und seiner Frau Johannette (genannt Karoline, geborene Salmen). Nach dem Besuch der Elementarklassen wechselte er an das Kaiser-Wilhelm-Gymnasium in Trier, an dem er im Frühjahr 1899 die Reifeprüfung ablegte. Nach dem Abitur studierte er bis 1902 Rechtswissenschaften an den Universitäten in Bonn, München und Berlin. Das Referendarexamen bestand Isay dann am 20. Dezember 1902 vor dem Oberlandesgericht Köln. In der Folge fand er Beschäftigung am Amtsgericht Bitburg, am Landgericht und der Staatsanwaltschaft in Trier sowie bei einem Rechtsanwalt und einem Notar in Bonn. 1907 war er im Rahmen des 2. Stage am Amtsgericht Trier tätig. Ernst Isay promovierte 1907 und habilitierte sich 1919 in Bonn. Von 1909 bis 1919 war er Gerichtsassessor am Landgericht Köln, unterbrochen nur durch seinen Wehrdienst während des Ersten Weltkriegs, an dem er von 1914 bis 1918 auf dem Balkan teilnahm. Als Landgerichtsrat wurde er ab 1920 in Köln und ab 1924 in Bonn eingesetzt und 1924 an das Oberlandesgericht Hamm berufen. Ab 1927 war er Oberverwaltungsgerichtsrat am Preußischen Oberverwaltungsgericht in Berlin. Neben seiner richterlichen Tätigkeit war Isay seit 1919 Privatdozent für Internationales und Öffentliches Recht an der Universität Bonn und ab 1925 an der Universität Münster.
Isay war 1929 der Deutschen Staatspartei beigetreten. Nach der Machtergreifung der Nationalsozialisten 1933 wurde er wegen seiner jüdischen Herkunft vom Oberverwaltungsgericht Berlin entlassen. Die venia legendi in Münster wurde ihm entzogen.
Isay war mit Luise Rosenstiel verheiratet und hatte mit ihr die Tochter Elisabeth (geboren 1922) und den Sohn Herbert (geboren 1924), die beide 1938 mit einem Kindertransport in die Niederlande gerettet wurden. Die Familie kam nach einer Flucht-Odyssee 1940 in Brasilien wieder zusammen. Isay erhielt dort aber keine Arbeitserlaubnis als Jurist und musste von der Arbeit seiner Kinder leben. Isay starb 1943.
Am 22. Februar 2014 wurde vor dem heutigen Priesterseminar, Jesuitenstraße 13 in Trier für ihn als ehemaligem Schüler des Friedrich-Wilhelm-Gymnasiums ein Stolperstein verlegt.
Am 14. November 2016 wurde vor dem Oberverwaltungsgericht Berlin-Brandenburg, Berlin-Charlottenburg, Hardenbergstraße 31, ein Stolperstein verlegt.

## Schriften
- Die Staatsangehörigkeit der juristischen Personen. H. Laupp jr., Tübingen 1907 (zugleich Dissertation)
- Der Begriff der „außerordentlichen Massnahmen“ im Friedensvertrag von Versailles, Bonn : A. Marcus & E. Weber, 1922
- Das deutsche Fremdenrecht. Ausländer und Polizei. Georg Stilke, Berlin 1923.
- Zwischenprivatrecht und Zwischenverwaltungsrecht. In: Juristische Fakultät der Rheinischen Friedrich-Wilhelms-Universität zu Bonn (Hrsg.): Bonner Festgabe für Ernst Zitelmann zum Fünfzigjährigen Doktorjubiläum. München 1923, S. 289–305.
- Völkerrecht. Ferd. Hirt, Breslau 1924.
- Der Kellogpakt. In: Die Justiz IV (1928/29), Nr. 1, S. 75–79.
- Kommentar zum Reichs- und Staatsangehörigkeitsgesetz und zu den deutschen Staatsangehörigkeitsverträgen. A. Metzner, Berlin 1929.
- Das preußische Bau- und Wohnungsrecht. Waisenhaus, Halle 1933.
- Internationales Finanzrecht. Eine Untersuchung über die äußeren Grenzen der staatlichen Finanzgewalt. Kohlhammer, Stuttgart 1934.
- A nova territorialidade no direito internacional público e privado; pontos de vista para uma reforma do direito conflitual e do de estrangeiros. Emprêsa gráfica da "Revista dos tribunais" ltda., São Paulo 1943.